# 腺萼马银花
腺萼马银花（学名：Rhododendron bachii）为杜鹃花科杜鹃花属下的一个种。

## 扩展阅读
- 維基物種上的相關：腺萼马银花